# Littérature antique
 (janvier 2019).

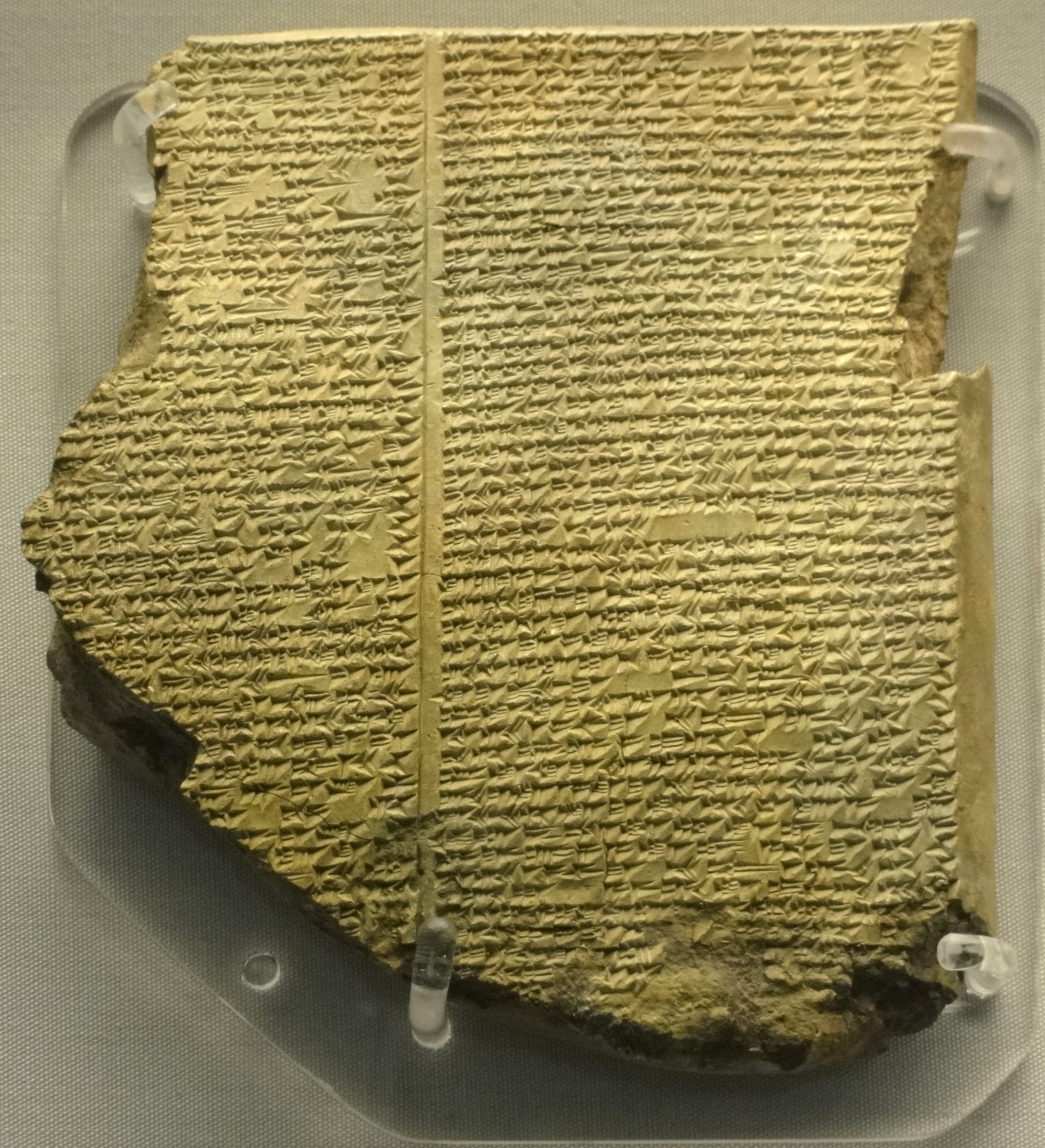
Tablette du Déluge de l’Épopée de Gilgamesh, la première œuvre littéraire connue au monde dont on ait le texte. Elle a été retrouvée dans les ruines de la Bibliothèque royale de Ninive.

La littérature antique est l'ensemble des littératures nées au sein des différentes civilisations antiques dans le monde, soit les œuvres orales ou écrites remarquables par leur esthétique durant l'Antiquité.
Dans les premiers temps de l'historiographie européenne, la littérature antique se bornait bien souvent à celle des civilisations grecque et romaine. Depuis l'époque moderne cependant,[réf. souhaitée] et notamment depuis le XXe siècle, cette conception s'est élargie aux autres civilisations, comme celles de l'Inde, du Moyen-Orient, de l'Afrique et de l'Amérique précolombienne.

## Âge du Bronze (3400-1200av. J.-C.)

### Littérature mésopotamienne
La littérature mésopotamienne est la plus ancienne littérature de l'Histoire de l'humanité. L'écriture, qui a d'abord été inventée pour un usage administratif, n'a pas tardé à être utilisée pour des textes littéraires. Nous pouvons par exemple citer l’Épopée de Gilgamesh, un récit mythologique datant du IIIe millénaire avant notre ère, écrit sur des tablettes d'argile. La plus ancienne œuvre signée qui ait été retrouvée est une œuvre d'Enheduanna, fille du roi Sargon d'Akkad, prêtresse du dieu Sîn (Nanna). Enheduanna est considérée à ce jour comme la première autrice et la première poétesse. Certains de ses poèmes sont écrits à la première personne, ce qui fait d'elle la première personne de l'histoire à utiliser le je à l’écrit. Enheduanna est principalement connue pour ses hymnes à la déesse Inanna (qui sera plus tard appelée Ishtar)

### Littérature de l'Égypte antique
La littérature égyptienne est une littérature très variée, dont il ne nous est parvenu qu’une petite partie.
- Les textes religieux : Les textes religieux sont des récits mythiques, souvent gravés dans les pyramides.
- La poésie : La poésie égyptienne est notamment composée d'hymnes religieux et de chants d'amour. Les hymnes sont des chants dédiés à des divinités, afin de les honorer ou de les remercier. Nous pouvons par exemple citer l'Hymne à Aton, dédié au dieu solaire d'Akhenaton ; ou encore l'Hymne au Nil, dédié au dieu Hâpy. Les chants d'amour étaient majoritairement présents au Nouvel Empire[4].
- Les lamentations : Les lamentations sont apparues à la première période intermédiaire. Elles expriment le malheur des artistes, souvent lié aux bouleversements politiques. Nous pouvons citer par exemple les Lamentations d'Ipou-Our.
- Les contes : Les contes égyptiens ont souvent une portée religieuse, philosophique ou politique[4]. Parmi les plus célèbres contes égyptiens, nous pouvons citer le Conte du naufragé, racontant l'histoire d'un marin qui fait naufrage sur une île et rencontre un serpent essayant de l'aider à retrouver son pays natal. Nous pouvons également citer le Conte du Paysan éloquent, racontant l'histoire d'un paysan se faisant voler son âne. Il rend visite au vizir et lui demande justice. Le paysan est si éloquent que le pharaon demande que ses réclamations soient écrites.
- Les textes funéraires : Les textes funéraires sont gravés dans les pyramides et les sarcophages pour aider le défunt à se rendre dans l'au-delà. Ces textes sont constitués de formules, telles que des prières de protection. Au Nouvel Empire, un recueil de ces textes a été écrit, le Livre des morts des Anciens Égyptiens[5].
- Les enseignements : Les enseignements sont des textes d'un père à un fils pour donner une leçon de vie.

## Antiquité classique et tardive (800av. J.-C.-500apr. J.-C.)

### Littérature grecque antique
Les plus anciennes œuvres conservées de la littérature grecque antique sont les épopées d'Homère, l'Iliade et l'Odyssée, datées du VIIIe siècle av. J.-C. Elles marquent le début de l'époque archaïque, où apparaissent les poèmes d'Hésiode (la Théogonie et Les Travaux et les Jours), ainsi que les poètes lyriques, tels que Sappho ou Pindare.
Au Ve siècle av. J.-C. commence l'époque classique, où se développe la tragédie grecque antique, dont nous n'avons conservé que les pièces de trois auteurs : Eschyle, Sophocle et Euripide. De cette même époque, Aristophane est le seul représentant de l'Ancienne Comédie qui nous soit parvenu. Les Histoires d'Hérodote constituent le premier récit historique, suivies par La guerre du Péloponnèse de Thucydide et les Helléniques et l’Anabase de Xénophon. La littérature philosophique se développe avec les dialogues de Platon, un élève de Socrate (lequel n'a rien écrit lui-même), et les traités d'Aristote.
Majoritairement, c’est en vers que les textes de fiction (outre le roman) sont écrits, ainsi que certains textes didactiques. La poésie ne constitue alors pas un genre en soi, on fera plutôt la distinction de « poésie lyrique », « poésie didactique », etc.
Les Romains se sont principalement inspirés des Grecs et l’on retrouve chez eux les mêmes genres principaux.

### Littératures africaines antiques
Nombre de littératures en Afrique antique sont des littératures orales. Littérature éthiopienne en ge'ez.

### Littératures de l'Amérique précolombienne
Nombre de littératures en Amérique précolombienne sont des littératures orales. Littérature péruvienne.